# Gallotia
Gallotia é um género de répteis escamados pertencente à família Lacertidae das Ilhas Canárias.
Este género consiste de um grupo que evoluiu aí desde que as primeiras ilhas emergiram do mar há 20 milhões de anos. As espécies endémicas deste grupo tem um número de características que faz com que sejam bastante únicas dentro da sua família (Lacertidae). Os seus parentes mais próximos são as lagartixas-do-mato (Psammodromus) do Mediterrâneo ocidental. O género Gallotia caracteriza-se por comer grande quantidade de plantas e por várias linhagens terem evoluído gigantismo insular.

## Sistemática e biogeografia
Este género pode ser dividido em dois grupos - linhagens basais e um clado ocidental - baseado na análise de sequências dos genes mitocondriais citocromo b e 12S. Esta análise é também concordante com um padrão de radiação evolutiva no arquipélago das Canárias (Maca-Meyer et al. 2003). Ambos os grupos contêm espécies grandes e pequenas.
Os taxa basais não têm uma posição filogenética resolvida uns com os outros nem com o clado ocidental. Dado que G. atlantica é uma espécie pequena e G. stehlini é gigante, e também porque não é sabido quando a última evoluiu o seu tamanho grande, os lagartos ancestrais que colonizaram as ilhas centrais e ocidentais podem ter sido espécimes pequenos ou já grandes.
Como o clado ocidental contém uma linhagem de espécies pequenas e outra de grandes, o tamanho mudou dramaticamente pelo menos duas vezes neste género. Além disso, não está completamente resolvido em que medida as espécies gigantes das ilhas ocidentais estão relacionadas umas com as outras, pois só está disponível para análise filogenética material limitado de G. auaritae (Maca-Meyer et al. 2003).
Por isso, não existe actualmente um modelo parsimonioso satisfatório para a evolução de gigantismo neste género. No clado ocidental apenas, o tamanho gigantes pode ser uma plesiomorfia (e perdido novamente em caesaris e galloti), uma sinapomorfia (e perdido novamente em intermedia), ou várias autapomorfias (evoluindo independentemente em goliath e no grupo de simonyi) em relação aos lagartos ancestrais que colonizaram as Canárias ocidentais.
Em qualquer caso, em tempos históricos e nos fins da pré-história, as três ilhas mais a Ocidente (La Palma, La Gomera, e El Hierro) e Gran Canariaalbergavam uma espécie grande e uma pequena. Tenerife, a maior das ilhas, tinha adicionalmente a espécie apropriadamente chamada intermedius, enquanto que antes das introduções modernas não é conhecida a existência de nenhuma espécie grande nas duas ilhas mais orientais (Lanzarote e Fuerteventura). É bem possível que vestígios de formas gigantes extintas sejam aí encontradas também, dada a introdução bem sucedida de G. stehlini em Fuerteventura, sugerindo a presença aí de um nicho ecológico desocupado.
Vestígios pré-históricos foram atribuídos aos taxa G. goliath e G. maxima, aquela supostamente ocorrendo em várias ilhas, enquanto que esta apenas em Tenerife. Eventualmente foi determinado que G. maxima é um sinónimo de G. goliath, e que este é muito próximo de G. simonyi; supostos espécimes de goliath de El Hierro, La Gomera e La Palma são provavelmente apenas indivíduos extremamente grandes de, respectivamente, G. simonyi, G. bravoana e G. auaritae (Barahona et al. 2000). Contudo, um espécime gigante mumificado de Tenerife continha DNA antigo, que após analisado, revelou que G. goliath é uma espécies válida que estava provavelmente restrita a Tenerife, e era aparentemente mais próxima de G. intermedia do que de G. simonyi (Maca-Meyer et al. 2003).
|         | El Hierro   | La Palma    | La Gomera   | Tenerife      | Gran Canaria | Fuerteventura | Lanzarote    |
| ------- | ----------- | ----------- | ----------- | ------------- | ------------ | ------------- | ------------ |
| Pequeno | G. caesaris | G. galloti  | G. caesaris | G. galloti    | G. atlantica | G. atlantica  | G. atlantica |
| Grande  |             |             |             | G. intermedia |              |               |              |
| Gigante | G. simonyi  | G. auaritae | G. bravoana | G. goliath    | G. stehlini  | G. stehlini   |              |

Grupo basal
- Gallotia atlantica
  - Gallotia atlantica atlantica
  - Gallotia atlantica delibesi
  - Gallotia atlantica ibagnezi
  - Gallotia atlantica laurae
  - Gallotia atlantica mahoratae[verificar]
- Gallotia stehlini

Clado Ocidental

Espécies grandes
- Gallotia simonyi
  - Gallotia simonyi simonyi extinto (c.Década de 1930)
  - Gallotia simonyi machadoi
- Gallotia bravoana, antigamente G. (simonyi) gomerana and G. simonyi bravoana (Miras & Pérez-Mellado 2005a)
- Gallotia auaritae
- Gallotia goliath, subfóssil; inclui G. maxima
- Gallotia intermedia

Espécies pequenas
- Gallotia caesaris
  - Gallotia caesaris caesaris
  - Gallotia caesaris gomerae
- Gallotia galloti
  - Gallotia galloti eisentrauti
  - Gallotia galloti galloti
  - Gallotia galloti insulanagae
  - Gallotia galloti palmae

## Espécies
- Gallotia atlantica
- Gallotia auaritae
- Gallotia caesaris
- Gallotia galloti
- Gallotia gomerana
- Gallotia intermedia
- Gallotia simonyi
- Gallotia stehlini